# Dolmen von Roquo-Traoucado

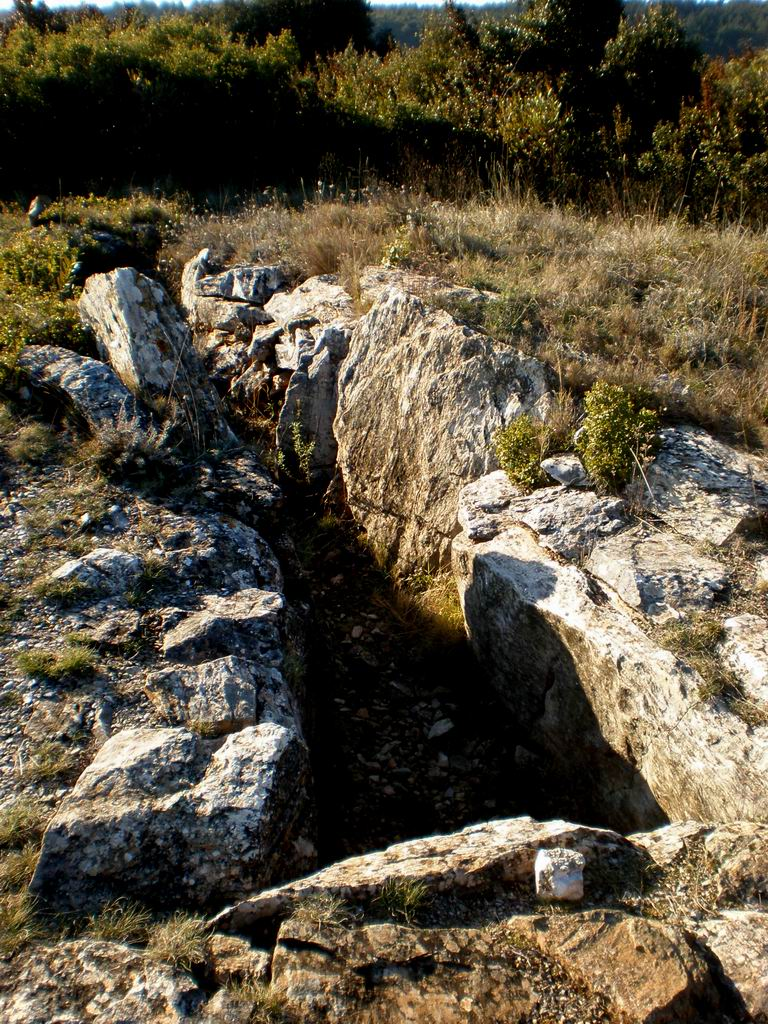
Dolmen von Roquo-Traoucado

Der Dolmen von Roquo-Traoucado (auch Dolmen de Roquetrucade oder Tombeau de Roland genannt) befindet sich im Vorgebirge südöstlich der Montagne Noire zwischen Caunes-Minervois und Villeneuve-Minervois im Département Aude in Frankreich. Dolmen ist in Frankreich der Oberbegriff für neolithische Megalithanlagen aller Art (siehe: Französische Nomenklatur). Der Dolmen hat seinen okzitanischen Namen von dem Felsen, auf dem er liegt. 
Die Reste eines von mehreren großen Steinen umgebenen, runden Cairns von etwa 18,0 Meter Durchmesser bergen mittig die Reste der etwa 4,0 Meter langen und 1,0 Meter breiten Kammer. Nur die lateralen Orthostaten des Dolmens, der 1972 ausgegraben wurde, blieben erhalten. Es gibt keine Deckensteine. Der Gang ist ungewöhnlicherweise nach Südwesten ausgerichtet.
Unter den gefundenen Gegenständen befanden sich Kupfer- und Bronzearmbänder. Germain Sicard erwähnte schon 1929 einige gefundene menschliche Zähne. Die Datierung zeigte, dass der Dolmen im 3. Jahrtausend v. Chr. lange Zeit genutzt wurde.
Etwa 200 Meter östlich befindet sich der Dolmen du Vieil Homme. 